# Museum Het Petershuis
Museum Het Petershuis is een streekmuseum in de Nederlandse stad Gennep dat archeologische vondsten en hedendaagse kunst uit de regio tentoonstelt. Daarnaast zijn er ook wisseltentoonstellingen met velerlei thema's.

## Museum
Sinds 1983 is Het Peterhuis ingericht als museum voor lokale geschiedenis. In 2005 volgde daarvoor de officiële erkenning, als bewijs daarvan kwam er een plaquette aan de gevel.
De vaste expositie betreft de geschiedenis van Gennep en omgeving. Het museum richt zich op zowel volwassenen als op kinderen. Acht thema's worden aan de hand van archeologische vondsten inzichtelijk gemaakt. Verder is een hele etage gewijd aan Gennep als spoorstad, met name als hoofdvestiging van de voormalige Noord-Brabantsch-Duitsche Spoorweg-Maatschappij (NBDS) en het zogenoemde Duitse lijntje. Daarnaast organiseert het museum jaarlijks circa acht wisselexposities op het gebied van moderne beeldende kunst en actuele thema's. Het museum beschikt verder over een collectie historisch en modern keramiek.
De archeologische collectie is beschikbaar voor wetenschappelijk onderzoek en is digitaal ontsloten. Het interieur van het museum werd in 2013 ingrijpend vernieuwd. De vaste collectie werd uitgebreid en voorzien van toegankelijke toelichtingen. Met behulp van audiovisuele middelen wordt aanvullende historische informatie gegeven. 

## Gebouw
Het Petershuis is een van de twee oudste gebouwen van Gennep, het dateert uit de late middeleeuwen. Het heeft een laatgotische bouwstijl: hoge trapgevels, een steil dak en een voorgevel met korfboognissen. Het gebouw heeft houten trappen en een gewelvenkelder.
Oorspronkelijk was het pand een pakhuis. De hoogte van de verdiepingen, de extra zware moerbalken en de dikke muren duiden daarop. In de voorgevel is naast de opgaande trap naar de voordeur nog altijd een kelderingang te zien. Doordat de aanliggende straat de afgelopen eeuwen steeds werd opgehoogd kreeg deze ingang een kelderluik. Later werd het gebouw een woonhuis. In 1562 werd het bewoond door een koopman, ook woonde er onder meer een burgemeester en een schoolmeester. Een ongehuwde dochter van de schoolmeester erfde het huis in 1868 en woonde er met twee zussen. 

## Naamgever
In 1915 kocht de weduwe Peters het pand. Nadat zij in 1930 overleed kwam het in bezit van haar oudste zoon. Dit was prof. dr. Joh. Th. Peters, die in een kliniek in de Verenigde Staten werkte en zich later in Zwitserland vestigde, waar hij in 1964 overleed. Peters schonk het pand bij testament aan de Gennepse gemeenschap middels een op te richten stichting. Deze Professor Johan Peters Stichting renoveerde het huis in 1980 en nam het daarna in 1983 als Streekmuseum Gennep in gebruik. In het jaar 2000 wijzigde de naam in 'Museum Het Petershuis'.
In 2014 gaf het museum een biografie uit over naamgever Johan Peters, geschreven door de Genneper Wiel van Dinter.